# Hévmagyarád
Koordináták: é. sz. 48,1527°, k. h. 18,7739°48.152700°N 18.773900°E

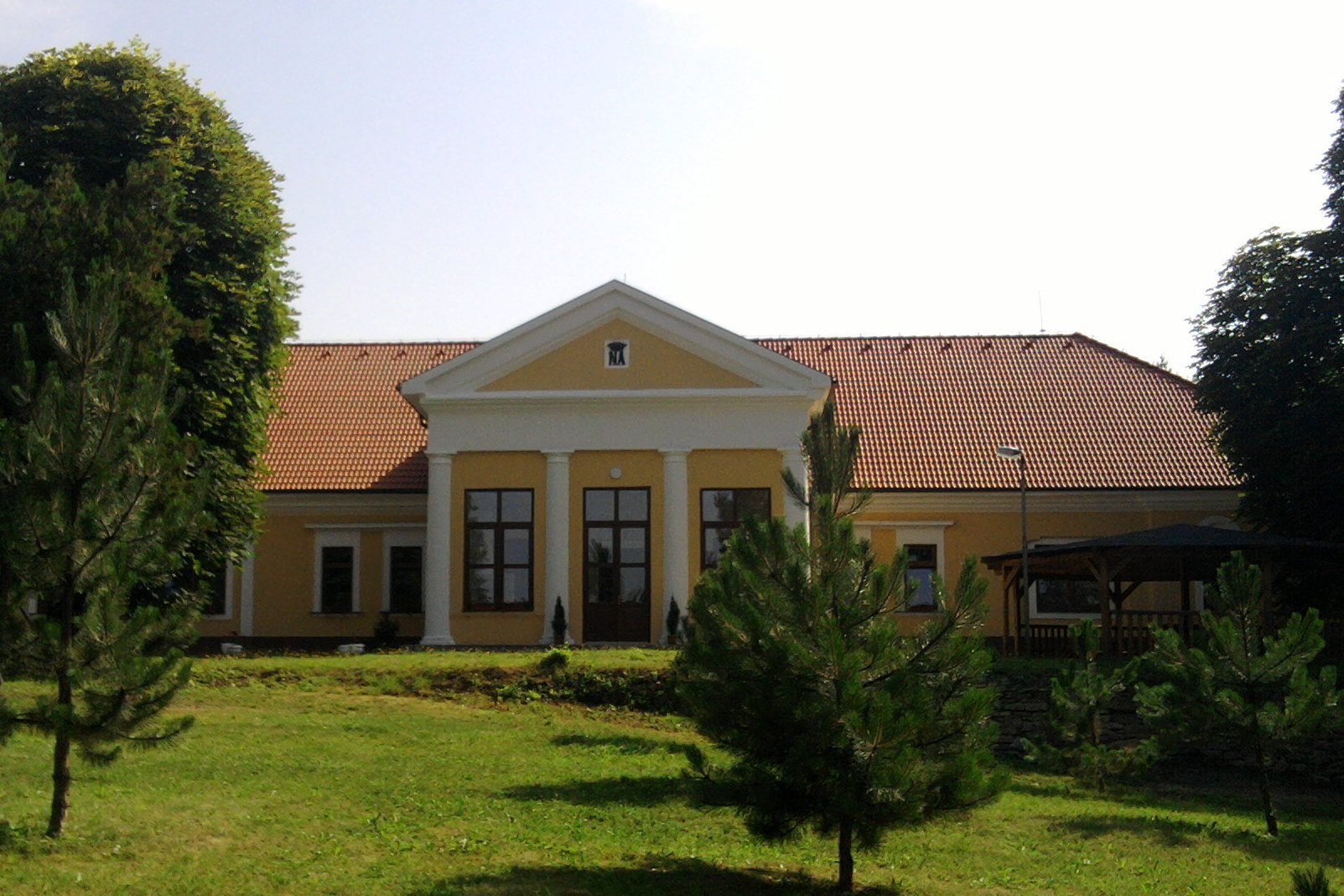
Nyáry kastély, ma szociális otthon

Hévmagyarád (szlovákul Malinovec, 1948-ig Maďarovce) Szántó településrésze, egykor önálló község Szlovákiában, a Nyitrai kerület Lévai járásában.

## Fekvése
Lévától 15 km-re délkeletre, a Búr patak völgyében fekszik.

## Története
A falu területe az egyik legnevezetesebb régészeti lelőhely az országban. Már 1869-ben számos őskori kő és csontszerszámot találtak itt, amely egy csapásra európai hírűvé tette a települést. A bronzkorban is jelentős erődített település állt itt, melynek mellékletekben gazdag temetőjét is feltárták. A településnek fejlett kézművesipara volt, melyről önálló kultúrát (a Hévmagyarádi kultúrát) neveztek el. Számos kerámia, bronz és csonteszköz került itt napvilágra.
A mai települést 1245-ben "Mogorod" alakban említik először. Neve a mogyoró növénynévből származik, mely mogyoróbokrokkal sűrün benőtt helyre utal. A névelőtag a falu hévízfürdőjével kapcsolatos. A falu birtokosai a Mogyoródyak, majd a Hébecziek, Nádassyak, Füssyek, Jablonczayak, Dalmadyak voltak. 1715-ben 14, 1720-ban 20 háztartás adózott a településen. Gyógyforrását is már évszázadok óta ismerték. A 18. században a Gosztonyiak, majd a Bruszvik, Zsarnóczay, Kasza és Tersztyánszky családok a falu főbb birtokosai. A 19. században a Nyáry és Somogyi családok a fő birtokosok, mindkét család épített kastélyt is a faluban. A község fürdőjét is a Somogyi család építette ki, ezenkívül a faluban szeszfőzde és vízimalom is működött. 1828-ban 44 házában 268 lakos élt. 1851-ben 220 lakosából 109 magyar és 99 szlovák volt.
Vályi András szerint "MAGYARAD. Magyarovce. Magyar falu Hont várm. földes Urai Gosztonyi, és több Uraságok, lakosai katolikusok, fekszik Deméndhez nem meszsze, és annak filiája, határjában vagyon legelője elég, szőlő hegye közpszerű, fája tűzre, és épűletre van."
Fényes Elek szerint "Magyarád (Magyarovcze), tót-magyar falu, Honth vmegyében, Ipoly Sághoz nyugotra 2 mfd. 210 kath., 40 evang. lak. Van itt egy kénköves tartalmu tó, mellynek vize a rheumatikus, köszvény, s elzsibbadási betegségekben foganatosnak hirdettetik; a minthogy a vidékiek fördésre erősen látogatják. F. u. Tersztyánszky és többen."
A trianoni békeszerződésig Hont vármegye Ipolysági járásához tartozott.

## Népessége
1910-ben 319 lakosából 243 magyar és 76 szlovák anyanyelvű volt.

## Híres emberek
- Itt született 1791-ben Rédly Károly érseki uradalmi főszámvevő, gazdasági szakíró.

## Nevezetességei

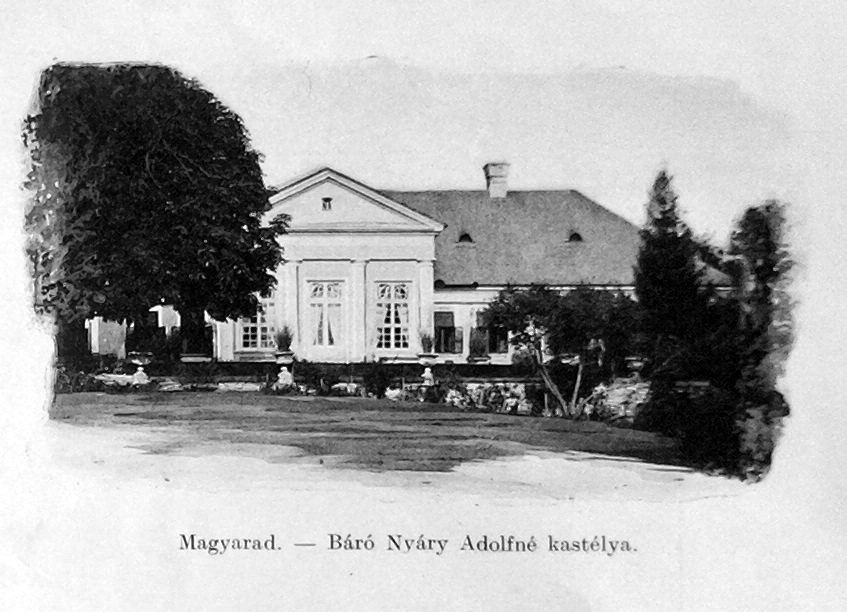
Nyáry kastély, 1906-ban

- A Somogyi-kastély klasszicista stílusban épült, később iskola működött benne.
- A Nyáry-kastély klasszicista stílusú, ma szociális otthon.
- Hévmagyarádról a korai bronzkorban kezdődő, de a középső bronzkorra is kiterjedő úgynevezett hévmagyarádi kultúrát nevezték el.

## Külső hivatkozások
- Szántó honlapja
- Községinfó
- Hévmagyarád Szlovákia térképén
- E-obce.sk